# فرودگاه شهرستان کوک
فرودگاه کوک کانتی (به انگلیسی: Cook County Airport) یک فرودگاه همگانی بهره‌برداری هوایی است که یک باند فرود آسفالت دارد و طول باند آن ۱۲۲۰ متر است. این فرودگاه در کشور ایالات متحده آمریکا قرار دارد و در ارتفاع ۷۲ متری از سطح دریا واقع شده‌است.